# 칠레 레예노
칠레 레예노(스페인어: chile relleno)는 멕시코의 소를 넣은 고추 요리이다. 과테말라에서도 즐겨 먹는다.

## 이름
스페인어 "칠레 레예노(chile relleno)"는 "고추"를 뜻하는 명사 "칠레(chile)"와 "소를 채우다"를 뜻하는 동사 "레예나르(rellenar)"의 탈동사화된 형태 "레예노(relleno)"가 합쳐진 말로, "소를 넣은 고추"라는 뜻이다.

## 나라별 칠레 레예노

### 과테말라
과테말라식 칠레 레예노는 멕시코식과 달리 치즈를 넣지 않고 고기와 채소로 된 소를 넣어 만든다. 단고추를 구워 껍질을 벗기고 씨를 제거한 후, 다진고기와 잘게 썬 감자, 당근, 풋강낭콩, 토마토, 양파 등의 소를 채우고 달걀물과 밀가루를 묻혀 튀기거나 지진다. 보통 토마토 소스, 파슬리, 양파와 내며, 토르티야와 함께 먹기도 한다.

### 멕시코
주로 포블라노고추를 쓴다. 아주 매운 고추는 쓰지 않으며, 우아치낭고고추(붉게 익은 할라페뇨고추)나 단고추를 쓰기도 한다. 고추는 직화로 굽거나 코말에 구워서 껍질을 벗기고 씨를 제거한 후, 보통 치즈, 다진고기 등의 소를 채우고 달걀물에 묻혀 튀기거나 지진다. 흔히 토마토, 양파, 오레가노 (또는 멕시코오레가노) 등을 넣어 만든 소스와 함께 내며, 쌀밥을 곁들여 먹기도 한다.
지역마다, 집집마다 재료와 양념, 요리 방식이 다르다. 지역에 따라 참치 등을 채운 후 튀기지 않고 차갑게 먹기도 하며, 이때는 칠레 카포네(스페인어: chile capone)라 불린다.

## 같이 보기
- 고추순대
- 로코토 레예노
- 칠레 엔 노가다